# Housina
Housina je terénní hřbet a přírodní památka ve Středočeském kraji v okrese Beroun. Rozprostírá se ve směru západ–východ mezi obcemi Libomyšl a Všeradice. Nejvyšším bodem je nepojmenovaná kóta nacházející se 461 metrů nad mořem. Zasahuje do katastrálních území Všeradice, Lážovice, Neumětely, Libomyšl a Želkovice u Libomyšle. Západní část hřbetu byla 11. listopadu 2013 vyhlášena jako přírodní památka Housina a je také součástí evropsky významné lokality Natura 2000.
Na západním výběžku chráněného území se dochovaly pozůstatky zaniklého hradu Starý zámek u Neumětel. Další hrad Košík stával v chráněném území na návrší asi 1,5 kilometru severovýchodně od Neumětel. Housina je též název historického zemědělského dvora a vepřína Neumětely čp. 193 na úpatí hřbetu.

## Přírodní poměry
Celý hřbet je dlouhý zhruba šest kilometrů a široký průměrně něco přes kilometr. Zhruba v polovině hřbetu (blíže k jeho západnímu konci) se nachází Housinské sedlo (přibližně 415 m n. m.), které dělí Housinu na dvě části, vyšší západní část a o něco rozlehlejší, avšak nižší východní část. Housinským sedlem vede silnice III/11413 z Bykoše do Neumětel, ze které v Housinském sedle odbočuje silnice III/11414 do Lážovic.
Nepojmenovaný nejvyšší bod západní části a tedy i celé Housiny se nachází ve výšce 461 metrů nad mořem. Nejvyšší bod východní části má nadmořskou výšku 451 metrů. Jižní svahy hřbetu jsou prudší než svahy severní. Hřbet je ve své horní části zalesněný, dolní okraj lesa se nachází na severním úbočí zhruba 400 až 420 metrů nad mořem, na jižním úbočí zhruba 340 až 350 metrů nad mořem. Celková rozloha chráněného území včetně ochranného pásma činí 183,6 ha.

### Geologie
Území je tvořeno chudými ordovickými sedimenty a svrchně ordovickými pískovci, které vytvářejí charakteristický hřbet Housiny. Tento geologický podklad poskytuje jedinečné podmínky pro růst lesních a travinných společenstev, která se nacházejí převážně na jižně orientovaných svazích.

### Flora
Lesní porosty zahrnují především hercynské dubohabřiny, které doplňují středoevropské teplomilné doubravy. Tato společenstva patří mezi biotopy, které se chrání na celoevropské úrovni v rámci soustavy Natura 2000. 
Hlavními porostotvornými dřevinami dubohabřin jsou dub zimní (Quercus petraea) a habr obecný (Carpinus betulus). Keřové patro bývá bohaté zejména ve více zapojených částech porostů a zahrnuje například svídu krvavou (Cornus sanguinea) a lísku obecnou (Corylus avellana). V bylinném patře lze nalézt druhy jako jaterník trojlaločný (Hepatica nobilis), jahodník obecný (Fragaria vesca) nebo lipnici hajní (Poa nemoralis). Suché acidofilní doubravy tvoří další významnou složku vegetace. Dominantním druhem je zde opět dub zimní, místy doprovázený borovicí lesní (Pinus sylvestris). Na otevřených svazích a neudržovaných travnatých plochách se rozšiřují keře a místy se vyskytuje invazivní trnovník akát (Robinia pseudoacacia).

### Fauna
Housina poskytuje útočiště mnoha druhům hmyzu, obojživelníků, plazů a ptáků. Z hmyzu jsou významnými zástupci například roháč obecný (Lucanus cervus), střevlík hajní (Carabus nemoralis), krajník hnědý (Calosoma inquisitor) nebo zlatohlávek zlatý (Cetonia aurata). V mokřadech na jižním okraji území žijí obojživelníci jako ropucha obecná (Bufo bufo), dále skokan hnědý (Rana temporaria) a skokan štíhlý (Rana dalmatina). Z plazů se zde typicky setkáme s ještěrkou obecnou (Lacerta agilis) nebo slepýšem křehkým (Anguis fragilis). Z ptáků zde hnízdí pěnice černohlavá (Sylvia atricapilla), pěnkava obecná (Fringilla coelebs), budníček menší (Phylloscopus collybita), sýkora koňadra (Parus major), sýkora modřinka (Parus caeruleus), drozd zpěvný (Turdus philomelos), kos černý (Turdus merula) a červenka obecná (Erithacus rubecula). Savce zastupují například veverka obecná (Sciurus vulgaris), lasice hranostaj (Mustela erminea), kuna lesní (Martes martes), kuna skalní (Martes foina), jezevec lesní (Meles meles), liška obecná (Vulpes vulpes) a další, běžnější druhy savců.

## Ochrana přírody
Předmětem ochrany v přírodní památce jsou:
- dubohabřiny asociace Galio-Carpinetum,
- eurosibiřské stepní doubravy,
- polopřirozené suché trávníky a facie křovin na vápnitých podložích.[4]

Hlavním cílem ochrany je zachování biologické rozmanitosti a podmínek pro přirozený vývoj stanovišť a druhů, které zde žijí. Péče o lesy zahrnuje ponechávání části mrtvého dřeva, eliminaci nepůvodních dřevin a podporu přirozené obnovy lesních společenstev. Na travnatých plochách se doporučuje pastva ovcí a koz, která brání zarůstání křovinami.

## Turistika

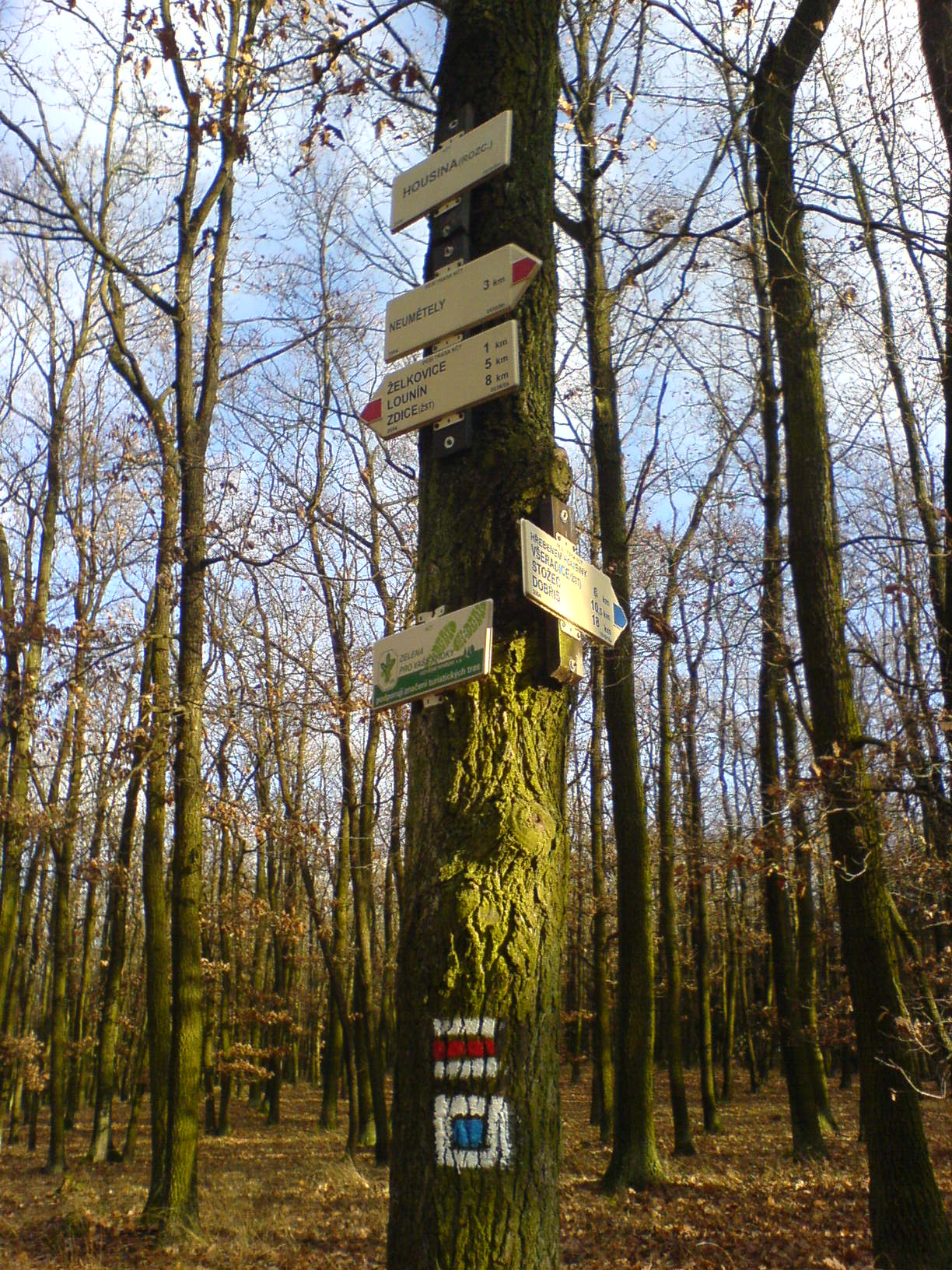
Turistický rozcestník poblíž západního okraje Housiny

Po hřebeni Housiny vede modře značená turistická trasa. Její výchozí bod se nachází poblíž západního okraje Housiny a dá se k němu dostat po červené turistické značce od zdického nádraží nebo z Neumětel. Modře značená trasa vede přes celý hřbet Housiny až k vlakové zastávce ve Všeradicích. Celá trasa ze Zdic do Všeradic měří čtrnáct kilometrů.
Mimo turistické trasy veřejnost využívá návštěv území zejména ke sběru hub. Z důvodů relativní nepřístupnosti není území využíváno masově cyklisty, takže z tohoto pohledu není území dotčeno žádnými škodlivými aktivitami.